# کوچک‌پری‌ها
کوچک‌پری‌ها (نام علمی: Poecilodryas) نام یک سرده از تیره سینه‌سرخ‌های استرالزی است.